# Platygyra yaeyamaensis
Platygyra yaeyamaensis là một loài san hô trong họ Faviidae. Loài này được Eguchi & Shirai mô tả khoa học năm 1977.